# Război bazat pe rețele
Războiul bazat pe rețele (în engleză Network-centric warfare) este o nouă doctrină militară care a devenit posibilă datorită Revoluției digitale. 
Este doctrina actuală a Revoluției în Afacerile Militare, reprezentând cea mai nouă etapă a cursei înarmării. Armele, senzorii și centrele de comandă și control sunt conectate prin rețele de comunicații digitale de mare viteză. Conceptul permite o desfășurare mult mai rapidă și eficientă a operațiunilor militare. Este vorba despre un salt calitativ de neimaginat acum 10 ani.
Dacă în Războiul din Irak din 1991 a fost nevoie de 2 zile din momentul în care o țintă era detectată până la trimiterea de forțe pentru a o distruge, în 2003 acest procedeu a durat aprox 20 de minute și va dura mai puțin de un minut în viitor. Este vorba despre o perspectivă "divină", atotcuprinzătoare, de sus, asupra câmpului de luptă, de care beneficiază toate forțele prin fuziunea de informații.
În 1991, 500.000 de soldați dispuneau de o capacitate de transfer de informații de 100 megabit/secundă. În 2003, 350.000 de soldați au atins un obiectiv mult mai dificil, grație creșterii ratei de transmisie la 3 Gigabit/secundă, de 30 de ori mai mult. Se preconizează că în viitor, în primele minute ale începerii ostilităților vor putea fi distruse peste 500 de ținte strategice.
A fost pentru prima dată aplicat pe scară largă, într-o formă embrionară, în Al Treilea Război din Golful Persic.

## Activități internaționale
Există o nevoie semnificativă de armonizare a aspectelor tehnice și operaționale ale operațiunilor de război net-centrice și a operațiunilor net-centrice între mai multe națiuni, pentru a sprijini activitățile de coaliție, operațiunile comune etc. Structura de comandă a NATO și multe națiuni NATO și non-NATO s-au alăturat inițiativei Federalizării Misiunii în Rețea (FMN) și lucrează împreună în cadrul Procesului-cadru FMN pentru a coordona proiectarea, dezvoltarea și furnizarea capacităților operaționale și tehnice necesare pentru desfășurarea operațiunilor net-centrice. În cadrul Alianței, standardele și profilurile de interoperabilitate NATO (NISP) oferă îndrumările și componentele tehnice necesare pentru a sprijini implementarea proiectelor și a rețelei federalizate de rețele. Acordurile individuale de standardizare sunt un mijloc coordonator pentru stabilirea unor standarde tehnice comune între națiunile NATO.
A se vedea, de asemenea, Parteneriatul pentru Pace pentru informații privind extinderea eforturilor de coordonare către națiunile din afara NATO care doresc să sprijine operațiunile militare, altele decât activitățile de război, cum ar fi menținerea interna a păcii, răspunsul la dezastre, ajutorul umanitar etc.